# قاشقک (ساز)
قاشُقَک یا کاستانیـِت از سازهای کوبه‌ای است. قاشقک متشکل از یک جفت جام چوبی صدفی‌شکل و کوچک است که توسط تسمهٔ نازکی به انگشتان شست و سبابه نوازنده بسته می‌شود و او آن‌ها را به هم می‌زند تا به صدا درآید.
در اواخر دورهٔ عثمانی در آناتولی رقاصه‌های مرد که کوچک نامیده می‌شدند در حال رقص معمولاً قاشقک‌هایی نیز می‌نواختند که چارپاره نام داشت.
چارپاره در میان عثمانیان بعداً جای خود را به سنج‌های دستی به نام زل دارد. نوازنده‌های قاشقک در اروپا معمولاً همان رقاصه‌های سبک اسپانیولی هستند.